# Verwaltungsgliederung Nepals bis 2015
Bis zur Gründung von Provinzen durch die Verfassung von 2015 bestand die Verwaltungsgliederung Nepals aus fünf Entwicklungsregionen (Nepali: विकास क्षेत्र, bikās kshetra), 14 Verwaltungszonen (Nepali: अञ्चल, añchal) und 75 Distrikten (Nepali: जिल्ला, jillā). Die Distrikte bestanden wiederum aus über 3000 Village Development Committees (VDC) (Nepali: गाउँ बिकास समिति, Gāu Bikās Samiti) sowie 217 Städten (Nepali: नगरपालिका, nagarpālikā) (municipalities), wobei es unter den Städten, je nach Größe, drei Differenzierungen gab. Die meisten Städte Nepals haben Stadtrecht 3. Ordnung (Nepali: नगरपालिका, nagarpālikā), Pokhara, Lalitpur, Biratnagar, Bharatpur, Birganj, Butwal, Janakpur, Dharan und Dhangadhi haben Stadtrecht 2. Ordnung (Nepali: उपमहानगरपालिका, upmahānagarpālikā) und einzig Kathmandu hat Stadtrecht 1. Ordnung (Nepali: महानगरपालिका, mahānagarpālikā).
Die neue Verfassung sieht die Aufteilung des Landes in sieben Provinzen vor, die die Rolle der Bundesstaaten innerhalb der föderalen Republik einnehmen. 
Die Angaben in Klammern auf der folgenden Liste beziehen sich auf die nebenstehende Übersichtskarte.

## Entwicklungsregion Ost
Die Entwicklungsregion Ost (Nepali: पुर्वाञ्चल विकास क्षेत्र Purbānchal Bikās Kshetra / Entwicklungsregion der östlichen Zonen) (Englisch: Eastern Development Region) bestand aus den Zonen Mechi, Koshi und Sagarmatha.

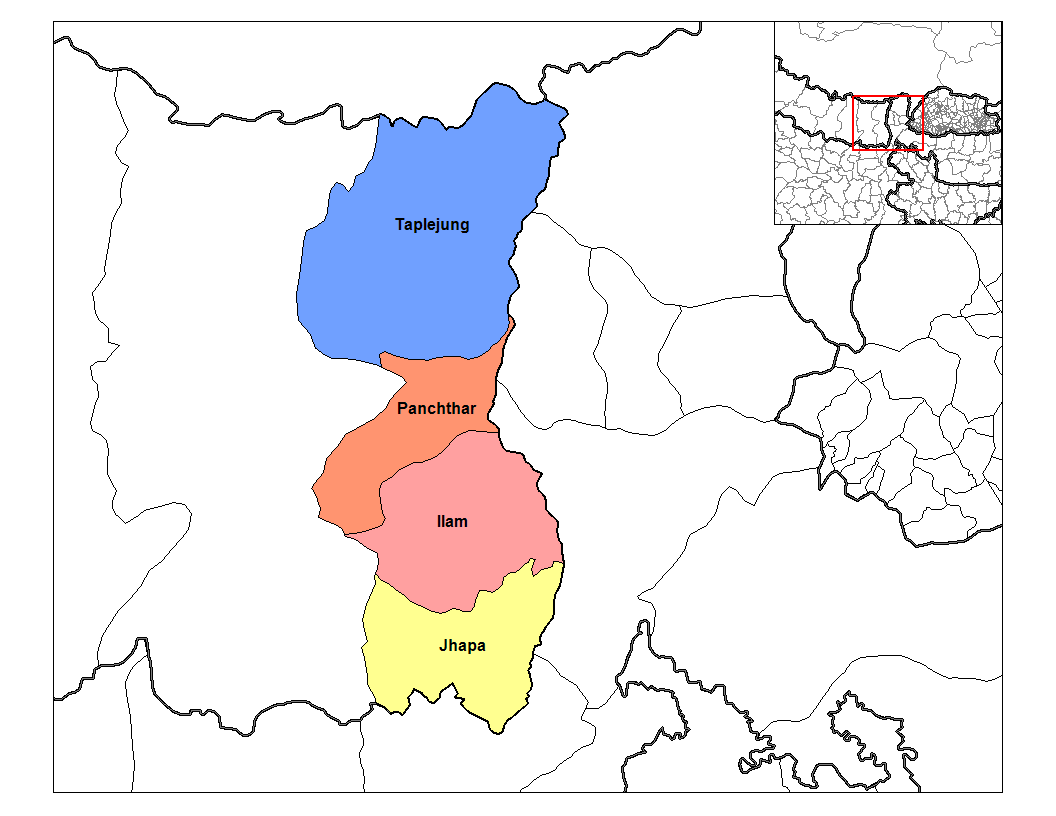
Distrikte von Mechi

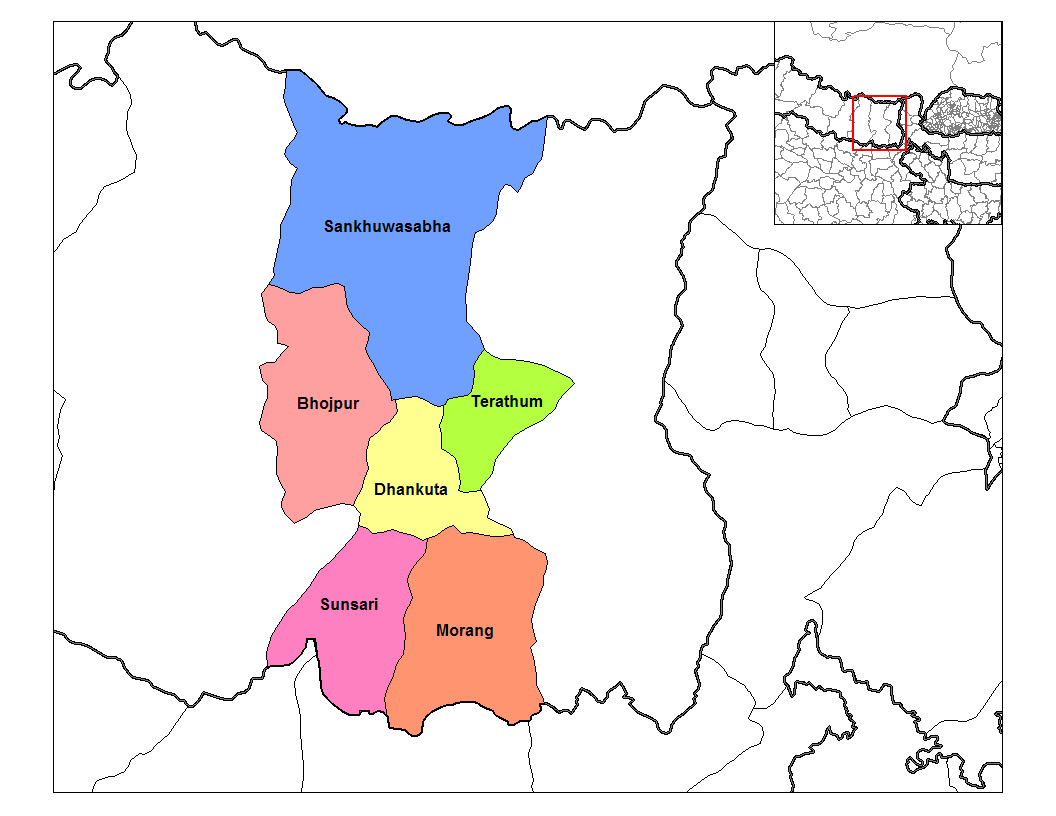
Distrikte von Kosi

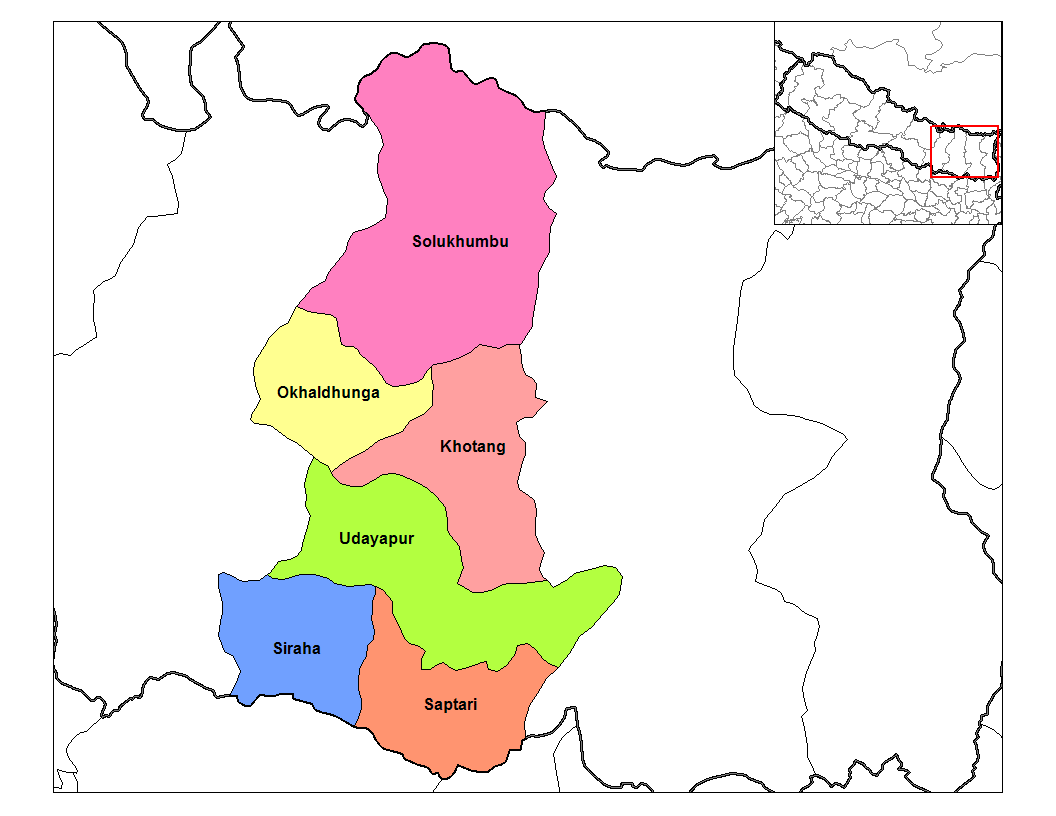
Distrikte von Sagarmatha

Distrikte der Zone Mechi:
- Ilam (26)
- Jhapa (28)
- Panchthar (51)
- Taplejung (73)

Distrikte der Zone Koshi:
- Bhojpur (11)
- Dhankuta (18)
- Morang (43)
- Sankhuwasabha (62)
- Sunsari (69)
- Terhathum (74)

Distrikte der Zone Sagarmatha:
- Khotang (37)
- Okhaldhunga (49)
- Saptari (63)
- Siraha (67)
- Solukhumbu (68)
- Udayapur (75)

## Entwicklungsregion Mitte
Die Entwicklungsregion Mitte (Nepali: मध्यमाञ्चल विकास क्षेत्र Madyamānchal Bikās Kshetra / Entwicklungsregion der Mittleren Zonen) (Englisch: Central Development Region) bestand aus den Zonen Janakpur, Bagmati und Narayani.

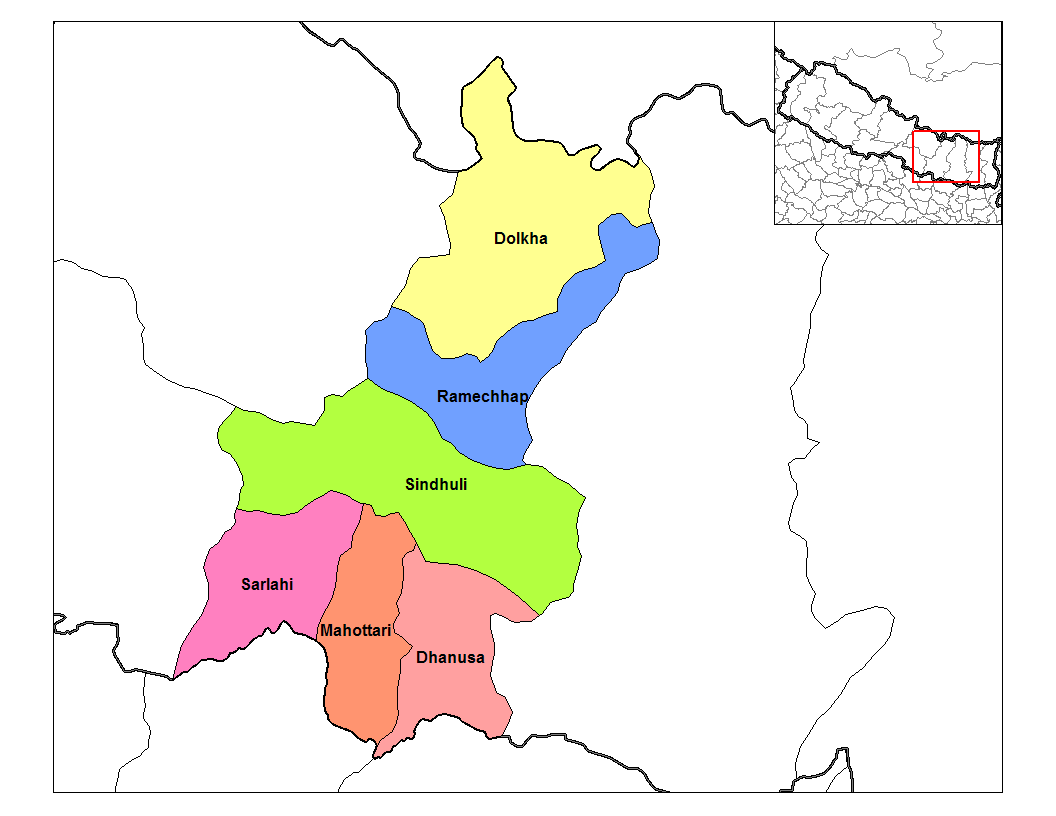
Distrikte von Janakpur

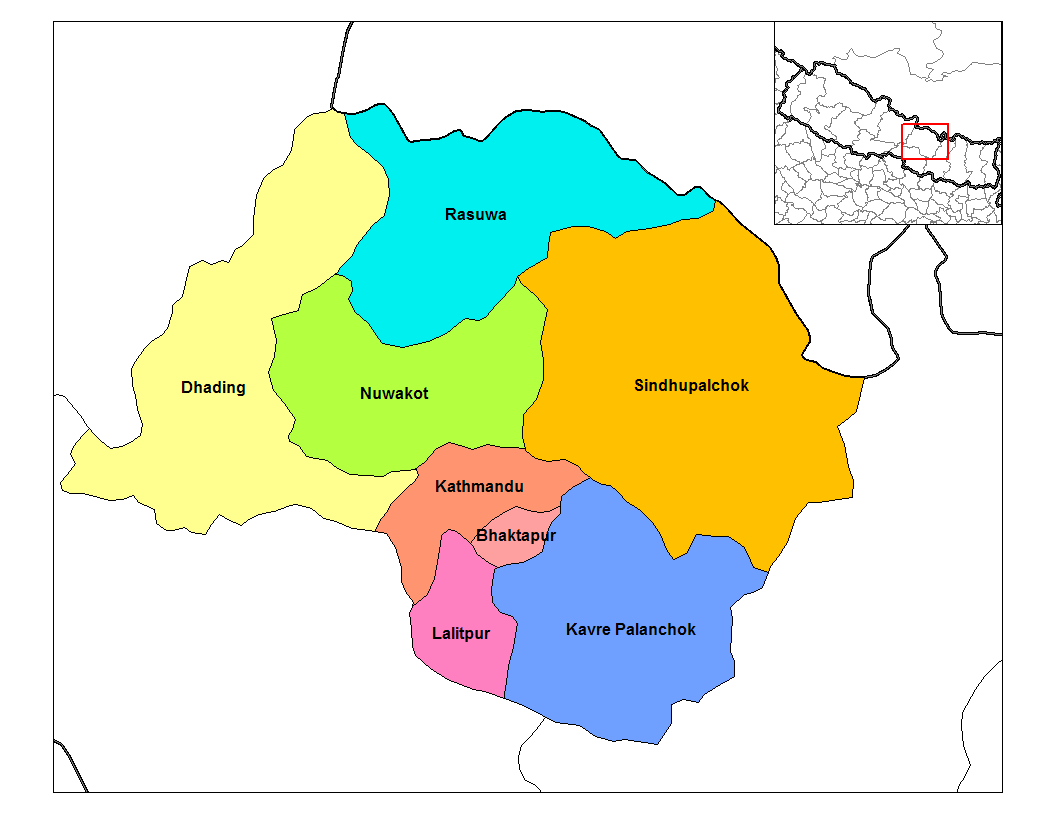
Distrikte von Bagmati

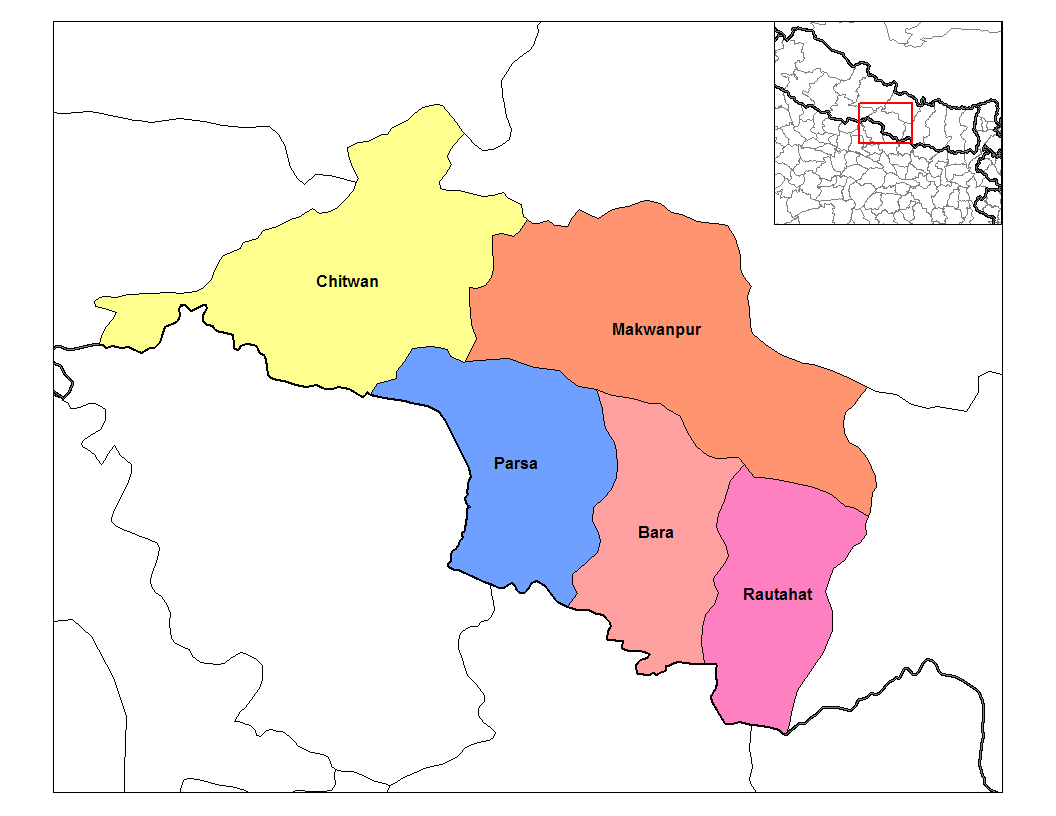
Distrikte von Narayani

Distrikte der Zone Janakpur:
- Dhanusha (19)
- Dolakha (20)
- Mahottari (40)
- Ramechhap (55)
- Sarlahi (64)
- Sindhuli (65)

Distrikte der Zone Bagmati:
- Bhaktapur (10)
- Dhading (17)
- Kathmandu (35)
- Kabhrepalanchok (36)
- Lalitpur (38)
- Nuwakot (48)
- Rasuwa (56)
- Sindhupalchok (66)

Distrikte der Zone Narayani:
- Bara (8)
- Chitwan (12)
- Makwanpur (41)
- Parsa (53)
- Rautahat (57)

## Entwicklungsregion West
Die Entwicklungsregion West (Nepali: पश्चिमाञ्चल विकास क्षेत्र Pashchimānchal Bikās Kshetra / Entwicklungsregion der Westlichen Zonen) (Englisch: Western Development Region) bestand aus den Zonen Gandaki, Lumbini und Dhaulagiri.

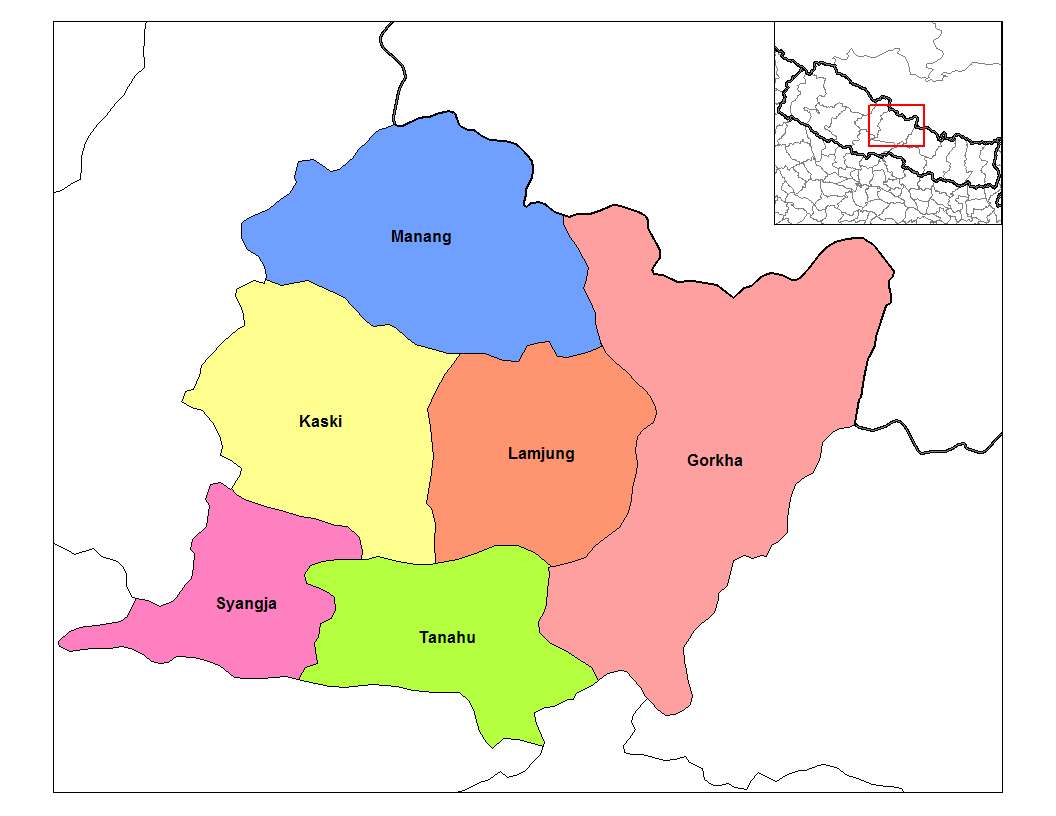
Distrikte von Gandaki

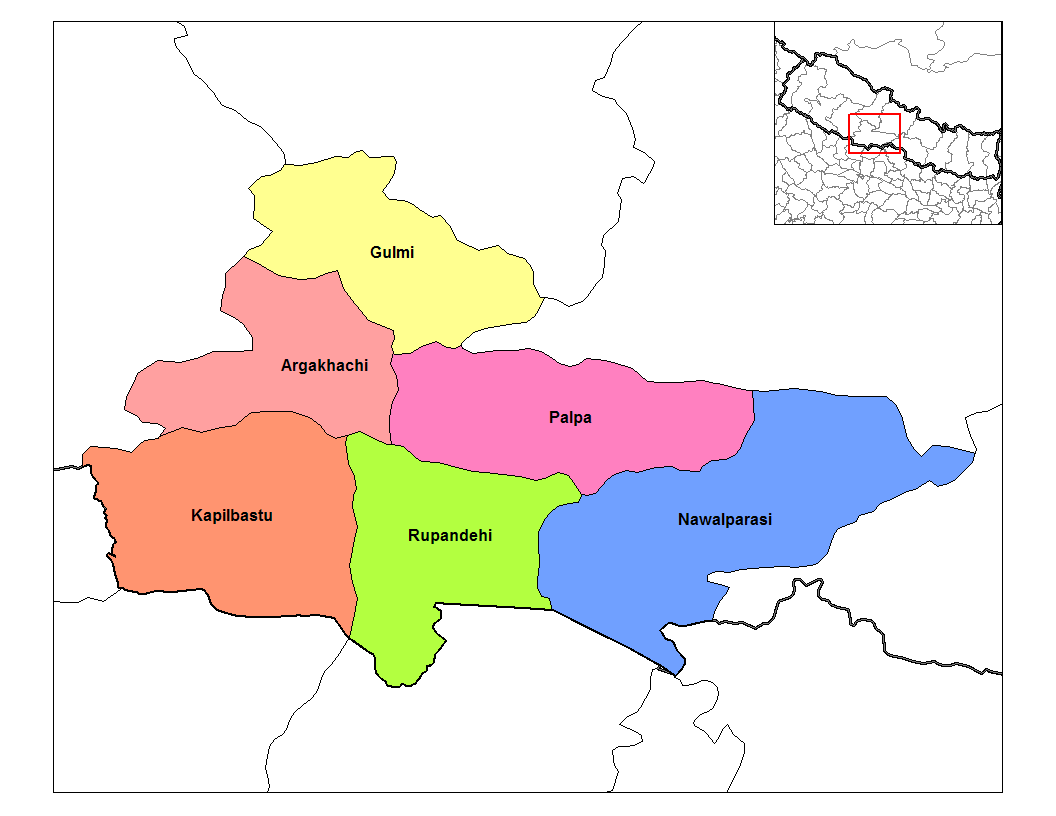
Distrikte von Lumbini

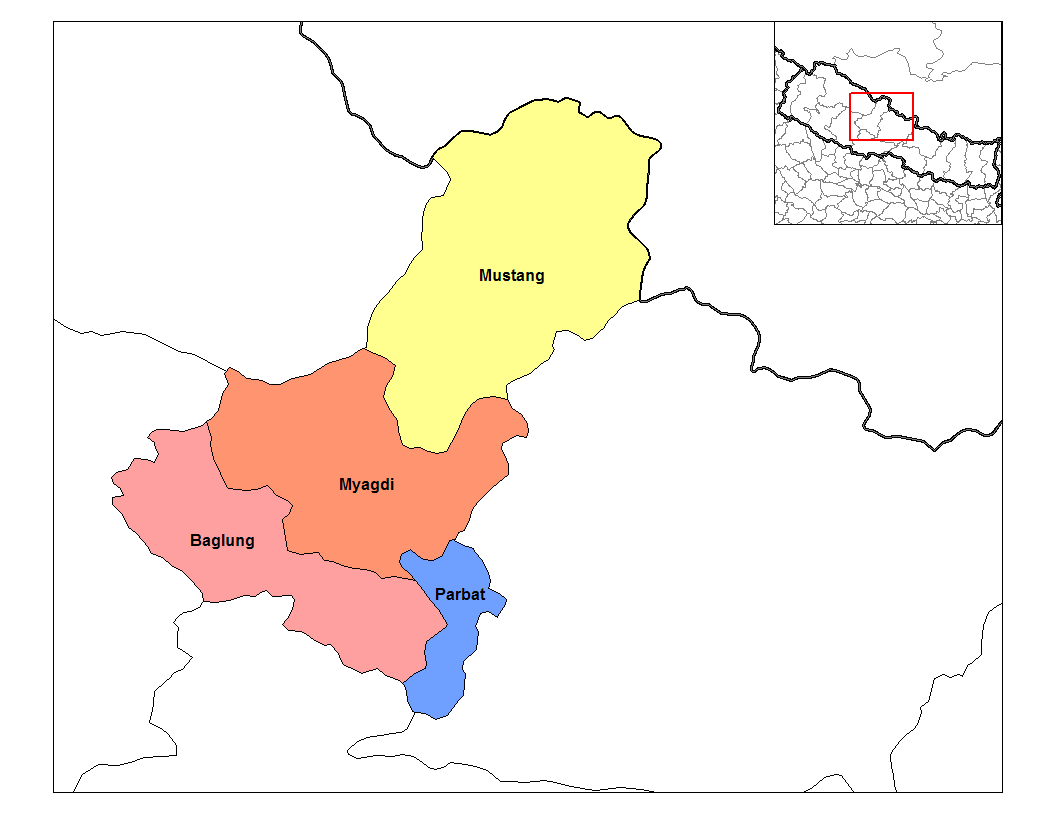
Distrikte von Dhaulagiri

Distrikte der Zone Gandaki:
- Gorkha (23)
- Kaski (34)
- Lamjung (39)
- Manang (42)
- Syangja (71)
- Tanahu (72)

Distrikte der Zone Lumbini:
- Arghakhanchi (2)
- Gulmi (24)
- Kapilbastu (33)
- Nawalparasi (47)
- Palpa (50)
- Rupandehi (60)

Distrikte der Zone Dhaulagiri:
- Baglung (3)
- Mustang (45)
- Myagdi (46)
- Parbat (52)

## Entwicklungsregion Mittelwest
Die Entwicklungsregion Mittelwest (Nepali: मध्य पश्चिमाञ्चल विकास क्षेत्र Madhya Pashchimānchal Bikās Kshetra / Entwicklungsregion der mittelwestlichen Zonen) (Englisch: Mid-Western Development Zone) bestand aus den Zonen Karnali, Rapti und Bheri.

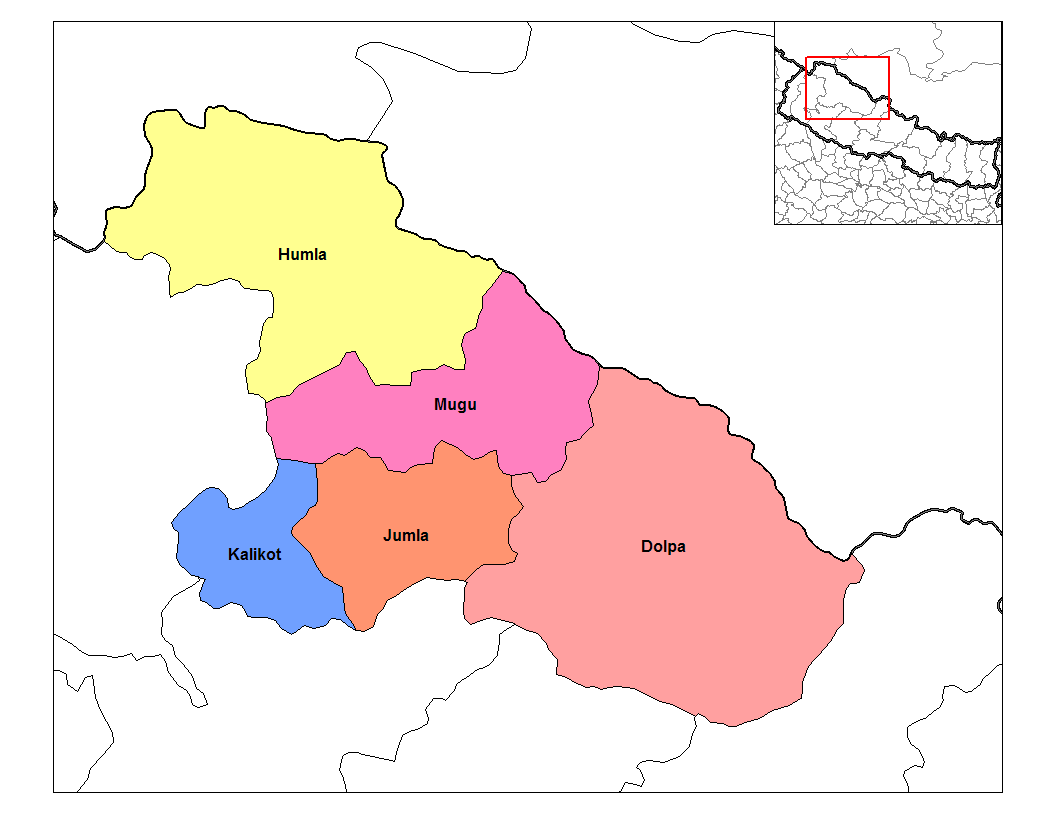
Distrikte von Karnali

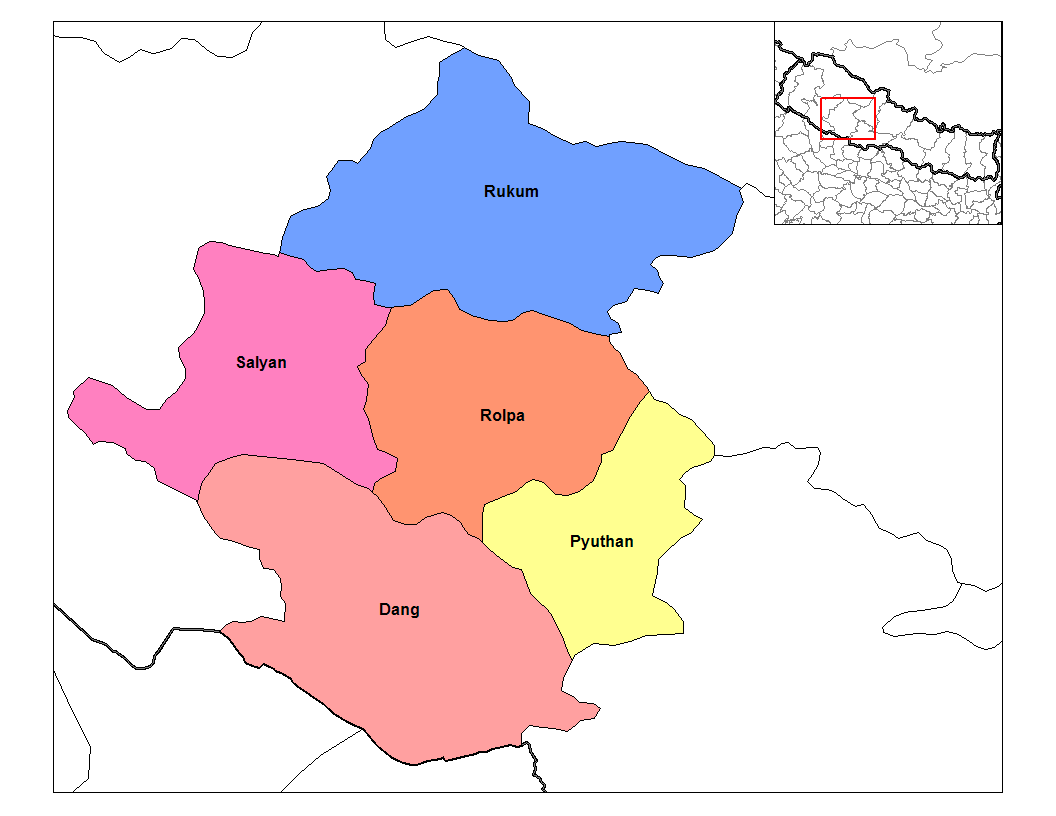
Distrikte von Rapti

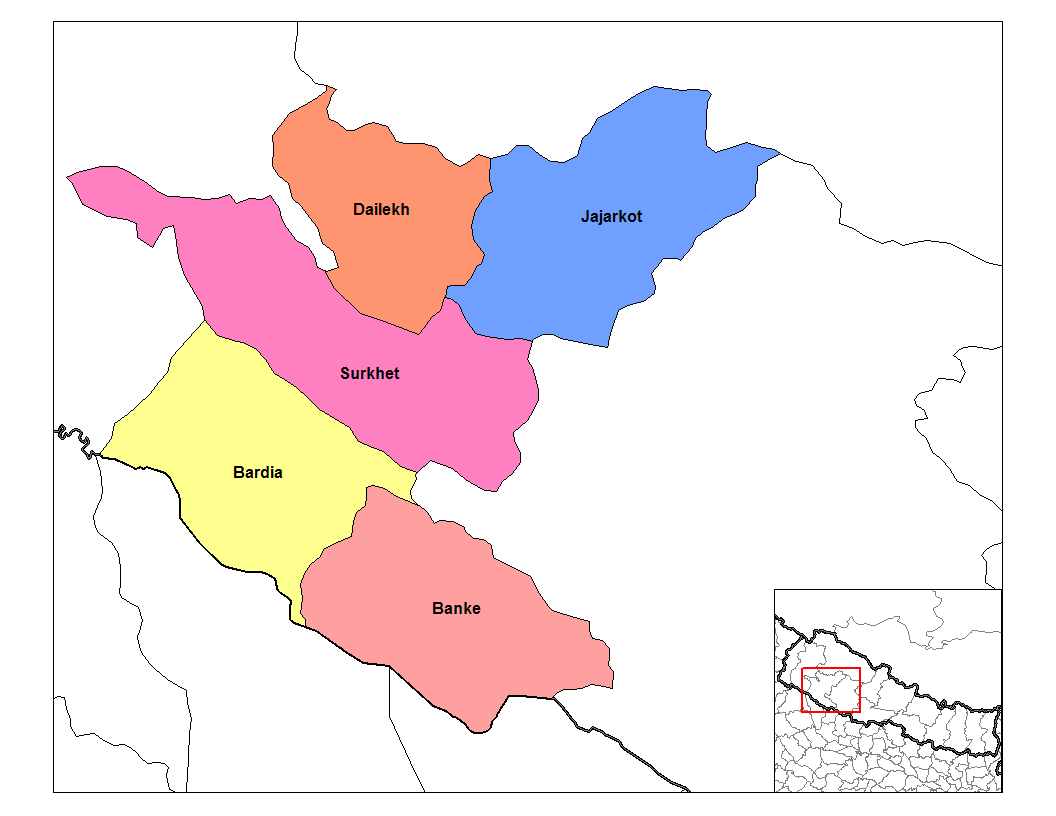
Distrikte von Bheri

Distrikte der Zone Karnali:
- Dolpa (21)
- Humla (25)
- Jumla (29)
- Kalikot (31)
- Mugu (44)

Distrikte der Zone Rapti:
- Dang Deukhuri (15)
- Pyuthan (54)
- Rolpa (58)
- Rukum (59)
- Salyan (61)

Distrikte der Zone Bheri:
- Banke (7)
- Bardiya (9)
- Dailekh (14)
- Jajarkot (27)
- Surkhet (70)

## Entwicklungsregion Fernwest
Die Entwicklungsregion Fernwest (Nepali: सुदुर पश्चिमाञ्चल विकास क्षेत्र Sudur Pashchimānchal Bikās Kshetra / Entwicklungsregion der fernwestlichen Zonen) (Englisch: Far-Western Development Zone) bestand aus den Zonen Seti und Mahakali.

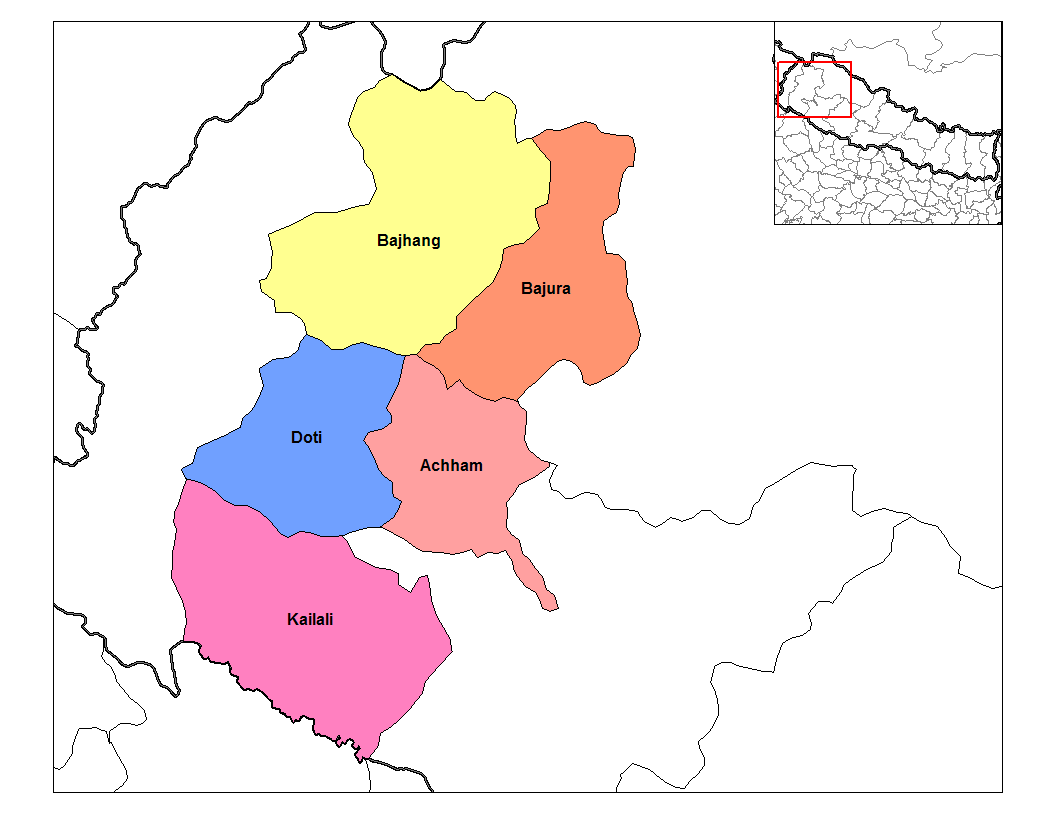
Distrikte von Seti

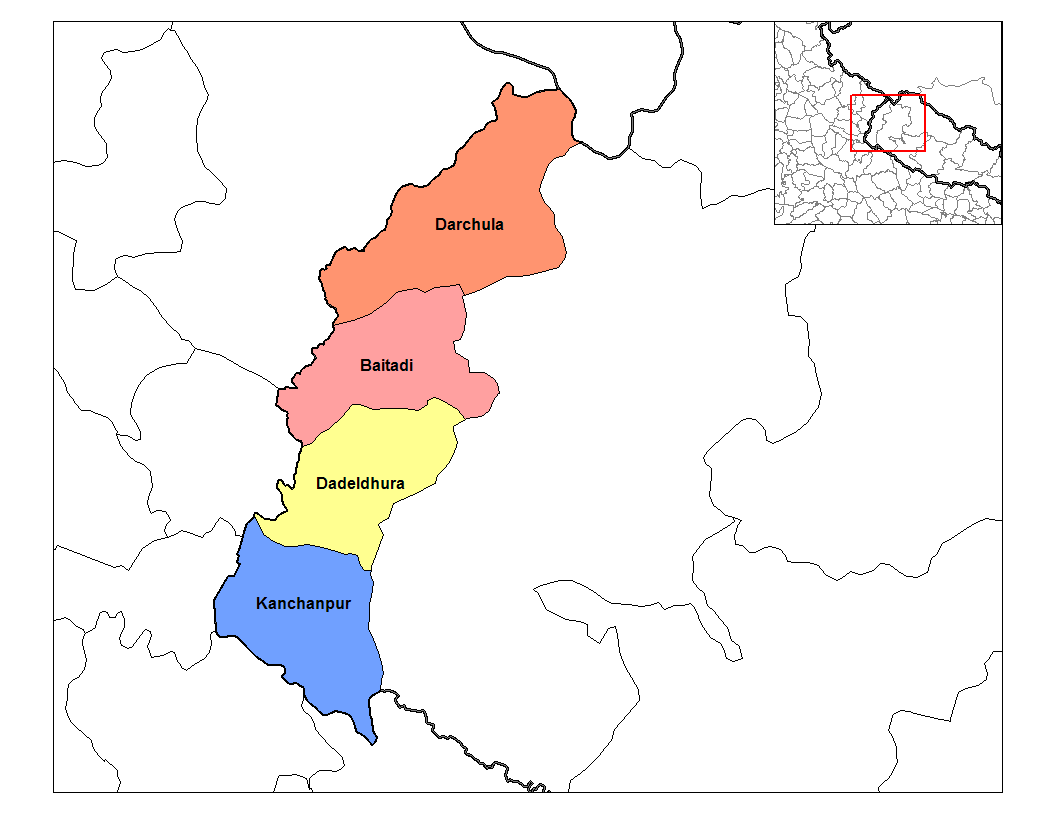
Distrikte von Mahakali

Distrikte der Zone Seti:
- Achham (1)
- Bajhang (5)
- Bajura (6)
- Doti (22)
- Kailali (30)

Distrikte der Zone Mahakali:
- Baitadi (4)
- Dadeldhura (13)
- Darchula (16)
- Kanchanpur (32)